# Love and Hate (film 1916)
Love and Hate è un film muto del 1916 diretto da James Vincent.

## Produzione
Il film fu prodotto dalla Fox Film Corporation.

## Distribuzione
Distribuito dalla Fox Film Corporation, il film uscì nelle sale cinematografiche USA nel novembre 1916.